# تخیل بزرگ‌نمایی شده
تخیل بزرگ نمایی شده نوعی تحریف حافظه است که هنگام تصور اتفاقی که هرگز رخ نداده‌است باعث افزایش اعتماد به نفس در حافظه از اتفاق می‌شود.